# Субтропический внутриконтинентальный климат
Субтропи́ческий внутриконтинента́льный кли́мат (также субтропики иранского типа) — разновидность сухого субтропического климата, характерная для внутренних регионов континентов (Азии, Северной и Южной Америк) субтропических широт. Широкой полосой данный тип климата представлен на юге всех среднеазиатских республик СНГ к югу от 43°-ой параллели, включая крайний юг Казахстана (Сарыагашский и Махтааральский районы) и Узбекистан. При условии искусственного орошения данный тип климата благоприятен для ведения субтропического хозяйства как технической (хлопок), так и пищевой направленности (хурма, гранаты, инжир, мандарины и др.) Однако в условиях нехватки пресной воды в неантропогенных условиях доминируют пустыни и полупустыни. Несколько лучшей увлажненностью отличаются предгорья.

## Характеристика
Летом субтропики внутри материков находятся под воздействием развитых областей понижения давления без фронтов. В них формируются массы континентального тропического воздуха с высокой температурой, сравнительно низким влагосодержанием и малой относительной влажностью. Погода будет малооблачной, сухой и жаркой. Средние температуры летних месяцев близки к +30˚ или превышают эту величину. Зимой же на эти районы распространяется циклоническая деятельность, так как в них часто будут формироваться или проходить через них полярные фронты. Погода будет неустойчивой, с резкими сменами температуры и осадками. Среднегодовое количество осадков не более 500 мм. Это зона степей, полупустынь и пустынь.
От средиземноморского климата субтропический внутриконтинентальный климат отличается отсутствием водоёма, и, следовательно, большими суточными колебаниями. В отдельные годы возможны сильные морозы или снегопады.

## Азия
В Азии субтропический внутриконтинентальный климат распространен в основном на юге Средней Азии (Туркменистан, южные регионы Узбекистана и Таджикистана, Киргизия), Чуйской и Ферганской долинах, востоке Передней Азии (юго-восток Турции, северный Ирак, Иран) Афганистан, северный и западный Пакистан, на юго-западе и частично на западе Китая.
Например, в столице Ирана Тегеране средняя температура июня +29˚, а января +1˚, в отдельные годы морозы бывают -20˚. Среднегодовое количество осадков 250 мм, из которых с июля по сентябрь по 1 мм, а с ноября по апрель 220 мм (за всё полугодие).
В столице Туркменистана Ашхабаде летом возможна температура выше +45 °C . Осадков выпадает 199 мм в год.
К зоне внутриконтинентального субтропического климат относятся и большая (южная) часть пустынь Туранской низменности, расположенной на территории центральноазиатских постсоветских республиках. Здесь зимой господствует полярный воздух и потому зимние температуры значительно ниже, чем в тропических пустынях. Летом же здесь формируются массы континентального тропического воздуха с очень высокой температурой, низкой относительной влажностью, очень малой облачностью. Летом здесь обилие солнца, как и в тропических пустынях. Так, в Термезе в году 207 ясных дней и всего 37 пасмурных.
В Ташкенте средняя температура июня +27˚, а января -1˚. Среднегодовое количество осадков 350 мм, из которых с июля по сентябрь только 20 мм.
В отдельные летние дни температура в некоторых пунктах Туркменистана повышается до +50˚. Зимой в Туранской низменности морозы зимой могут достигать -30˚...

## Другие регионы
В Северной Америке континентальные субтропики защищены от притока влажных воздушных масс с запада и востока орографическими препятствиями; континентальность и засушливость климат выражена здесь очень резко (Мексика; США: Аризона, восточная Калифорния, Невада). В Юме средняя температура июня +32˚, а января +12˚. Среднегодовое количество осадков 90 мм.
В Южной Америке, где сильны океанические влияния, летние температуры этого климата ниже и осадки обильнее. В Сан-Луисе средняя температура января +24˚, а июня +9˚. Среднегодовое количество осадков 570 мм.
В Африке, Австралии и Антарктиде климатов этого типа нет.